# Jessy Bulbo
Jessy Bulbo, nombre artístico de Jessica Araceli Carrillo Cuevas (Ciudad de México, México, 10 de octubre de 1974) es una música y compositora mexicana. Antes de iniciar una carrera como solista,  ella integró el grupo Las Ultrasónicas como bajista.
Jessica, de 19 años, estudiante recién ingresada a la UNAM conoció a Tere Farfissa y Ernesto Martínez por los puestos de discos especializados en Garage Punk que tenían en La Lagunilla y El Tianguis del Chopo. También atendían una tienda en el Pasaje Parián en la Colonia Roma llamadas las tres Fuzz On! Records.
En 1995 Ernesto y Tere invitaron al grupo oriundo de Pittsburg "The Cynics" a una gira por la CDMX y algunas ciudades cercanas, e invitaron a "Los Sicóticos" banda del Estado de México a abrir la gira. Jessy era novia del bajista de Los Sicóticos, Carlos Pérez y durante esos conciertos conoció a Jennifer Tijerina, quien le contó que estaba armando una banda con Tere Farfissa. Jessy estaba aprendiendo a tocar el bajo y les pidió chance de audicionar.

## Obra

### Música
- Saga Mama (EMI / Nuevos Ricos, 2006)
- Telememe + Greatest Tits (Grabaxiones Alicia, 2011)
- Taras Bulba (Nuevos Ricos, 2008)
- Changuemonium (2015)

#### Con Las Ultrasónicas
- Yo fui una adolescente terrosatánica (2000)
- Oh si mas, mas (2002)

#### Participaciones especiales
Dolor de huevos (La gusana ciega con Jessy Bulbo)

### Libros
- Rock doll (Ediciones B, 2015)[6]

### Cine
- El lenguaje de los machetes como Ramona (2011, Kyzza Terrazas)